# A magyar labdarúgó-válogatott mérkőzései 1958-ban
A magyar labdarúgó-válogatottnak 1958-ban tizenegy találkozója volt. A világbajnokság csoportmérkőzésekin a Wales elleni döntetlen után Svédország 2–1-re győzött ellenünk, Mexikót 4–0-ra legyőzte a csapat. Mivel Wales döntetlent játszott a két ellenfél ellen, az egyenlő állás miatt újra meg kellett küzdeni a továbbjutásért. Ezt a találkozót már 2–1-re a walesi gárda nyerte, így nem jutottunk a nyolc legjobb közé.
Ősszel már az első alkalommal megrendezésre kerülő Európa-bajnokság selejtező mérkőzésre került sor a szovjet csapat ellen, ezen a mérkőzésen is kikapott a magyar csapat 3–1-re.
Szövetségi kapitány:
- Baróti Lajos

## Eredmények
| 349. mérkőzés 1958. április 20. | Magyarország         | 2 – 0             | Jugoszlávia | Népstadion, Budapest Nézőszám: 100 000 Játékvezető: Lucien van Nuffel (BEL) |
| 349. mérkőzés 1958. április 20. | Sándor 15' Vasas 57' | (1 – 0) Részletek |             | Népstadion, Budapest Nézőszám: 100 000 Játékvezető: Lucien van Nuffel (BEL) |

| 350. mérkőzés 1958. május 7. | Skócia    | 1 – 1             | Magyarország | Hampden Park, Glasgow Nézőszám: 55 000 Játékvezető: John Clough (ENG) |
| 350. mérkőzés 1958. május 7. | Mudie 13' | (1 – 0) Részletek | Fenyvesi 54' | Hampden Park, Glasgow Nézőszám: 55 000 Játékvezető: John Clough (ENG) |

| 351. mérkőzés 1958. június 8. vb-csoport | Magyarország | 1 – 1             | Wales          | Sandviken Nézőszám: 20 000 Játékvezető: José María Codesal (URU) |
| 351. mérkőzés 1958. június 8. vb-csoport | Bozsik 5'    | (1 – 1) Részletek | J. Cherles 26' | Sandviken Nézőszám: 20 000 Játékvezető: José María Codesal (URU) |

| 352. mérkőzés 1958. június 12. vb-csoport | Svédország     | 2 – 1             | Magyarország | Råsunda Stadion, Stockholm Nézőszám: 40 000 Játékvezető: Jack Mowat (SCO) |
| 352. mérkőzés 1958. június 12. vb-csoport | Hamrin 34' 54' | (1 – 0) Részletek | Tichy 76'    | Råsunda Stadion, Stockholm Nézőszám: 40 000 Játékvezető: Jack Mowat (SCO) |

| 353. mérkőzés 1958. június 15. vb-csoport | Magyarország                          | 4 – 0             | Mexikó | Jernvallen-stadion, Sandviken Nézőszám: 13 500 Játékvezető: Arne Eriksson (FIN) |
| 353. mérkőzés 1958. június 15. vb-csoport | Tichy 20' 47' Sándor 55' Bencsics 70' | (1 – 0) Részletek |        | Jernvallen-stadion, Sandviken Nézőszám: 13 500 Játékvezető: Arne Eriksson (FIN) |

| 354. mérkőzés 1958. június 17. vb-csoport | Wales                    | 2 – 1             | Magyarország | Råsunda Stadion, Stockholm Nézőszám: 4 000 Játékvezető: Nyikolaj Gavrilovics Latisev (RFU) |
| 354. mérkőzés 1958. június 17. vb-csoport | Allchurch 56' Medwin 77' | (0 – 1) Részletek | Tichy 33'    | Råsunda Stadion, Stockholm Nézőszám: 4 000 Játékvezető: Nyikolaj Gavrilovics Latisev (RFU) |

| 355. mérkőzés 1958. szeptember 14. | Lengyelország       | 1 – 3             | Magyarország                       | Slasky-stadion, Chorzów Nézőszám: 110 000 Játékvezető: Karol Galba (TCH) |
| 355. mérkőzés 1958. szeptember 14. | Kárpáti 84' (öngól) | (0 – 1) Részletek | Csordás 33' Tichy 60' Budai II 67' | Slasky-stadion, Chorzów Nézőszám: 110 000 Játékvezető: Karol Galba (TCH) |

| 356. mérkőzés 1958. szeptember 28. NEK-selejtező | Szovjetunió                          | 3 – 1             | Magyarország | Lenin-stadion, Moszkva Nézőszám: 120 000 Játékvezető: Alfred Grill (AUT) |
| 356. mérkőzés 1958. szeptember 28. NEK-selejtező | Iljin 4' Metreveli 20' V. Ivanov 32' | (3 – 0) Részletek | Göröcs 84'   | Lenin-stadion, Moszkva Nézőszám: 120 000 Játékvezető: Alfred Grill (AUT) |

| 357. mérkőzés 1958. október 5. | Jugoszlávia                                    | 4 – 4             | Magyarország                 | Makszimir-stadion, Zágráb Nézőszám: 45 000 Játékvezető: Francesco Liverani (ITA) |
| 357. mérkőzés 1958. október 5. | Zebec 11' 76' Petakovics 59' Veszelinovics 65' | (1 – 1) Részletek | Sándor 15' 71' 79' Tichy 77' | Makszimir-stadion, Zágráb Nézőszám: 45 000 Játékvezető: Francesco Liverani (ITA) |

| 358. mérkőzés 1958. október 26. | Románia       | 1 – 2             | Magyarország        | Augusztus 23.-stadion, Bukarest Nézőszám: 100 000 Játékvezető: Elmar Saar (RFU) |
| 358. mérkőzés 1958. október 26. | Dinulescu 30' | (1 – 0) Részletek | Vasas 72' Tichy 78' | Augusztus 23.-stadion, Bukarest Nézőszám: 100 000 Játékvezető: Elmar Saar (RFU) |

| 359. mérkőzés 1958. november 23. | Magyarország             | 3 – 1             | Belgium      | Népstadion, Budapest Nézőszám: 60 000 Játékvezető: Leo Lemešić (YUG) |
| 359. mérkőzés 1958. november 23. | Göröcs 39' Tichy 63' 72' | (1 – 1) Részletek | Mallants 45' | Népstadion, Budapest Nézőszám: 60 000 Játékvezető: Leo Lemešić (YUG) |